# Гомер, Лин
Линда Маргарет Гомер, DCB (род. 4 марта 1957 года) — британская государственная служащая в отставке, которая занимала должность исполнительного директора HM налоговой и таможенной службы в период с 2012 по 2016 год.

## Ранние годы
Гомер родилась в Шерингеме, Норфолк, и получила образование в Бекклсе, Саффолк, в средней школе сэра Джона Лемана, где она служила старшей девочкой. Она училась в Университетском колледже Лондона, где получила степень LLB.

## Карьера
В 1980 году Гомер получила квалификацию юриста, работая в муниципальном совете Рединга. В 1982 году она присоединилась к Совету графства Хартфордшир, где проработала 15 лет, дослужившись до директора по корпоративным услугам. Позже в 1998 году она уехала, для того, чтобы вступить в Совет округа Саффолк в качестве главного исполнительного директора. После четырёх лет работы в Саффолке, в 2002 году Гомер  стала главным исполнительным директором городского совета Бирмингема , а  в 2005 году поступила на государственную службу.
В 2005 году Гомер подверглась критике со стороны Уполномоченного Комиссара по выборам за невыполнение ею своей роли как вернувшегося государственного служащего во время скандала с фальсификацией голосов по почте. В скандале участвовали кандидаты от лейбористской партии предыдущего созыва. Комиссар емко передал свое отношение через фразу «позор как в банановой республике», описывая игры с подсчетами сотни голосов, которые не были учтены. Гомер отстаивала свою позицию в Избирательной комиссии, заявив, что она концентрировалась над «стратегическим, а не оперативным контролем» и вывела за границы своих действий «мотивационное управление и тушение пожаров на местах».

## Министерство внутренних дел
Вскоре после этого Гомер подала в отставку, вступив в августе 2005 года на гражданскую службу в должности Генерального директора и возглавила Управление иммиграции и гражданства Министерства внутренних дел.
Министерство внутренних дел было реорганизовано в 2008 году, тогда же было создано Агентство по пограничным и иммиграционным вопросам, позднее переименованное в Британское пограничное агентство, в котором Гомер стал первым исполнительным директором.
В 2013 году пребывание Гомер на посту в Агентстве Великобритании Border (UKBA) подвергся критике со стороны Комитета по внутренним делам Палаты общин за «катастрофический провал руководства». Комитет заявил, что Агентство неоднократно вводило его в заблуждение. Председатель комитета Кит Ваз сказал, что ее выступление «больше похоже на сцену фарса Уайтхолла, чем на правительственное агентство, работающее в XXI веке». Гомер в письме Комитету ответила, заявив, что «предложение о том, что я намеренно вводила Комитет в заблуждение и отказалась извиняться, является неверным и несправедливым», добавив, что «поэтому совершенно неточно и несправедливо пытаться приписать мне ответственность за вызывающие озабоченность вопросы», которые произошли спустя много лет после того, как я покинула Агентство ".

## Департамент транспорта
В 2010 году было объявлено, что Гомер заменит Роберта Деверо на посту постоянного секретаря Департамента транспорта (англ. Department for Transport (DfT). Служа в этой должности, DfT следил за спорным процессом сдачи в аренду франшизы для железнодорожной франшизы InterCity West Coast, которую пришлось отменить после того, как позднее были обнаружены значительные технические недостатки при предоставлении франшизы FirstGroup. Гомер была среди чиновников, обвиненных Ричардом Брэнсоном, главой Virgin Rail Group, в игнорировании проблем по поводу процесса сдачи в аренду, данный провал, по оценкам, стоил 100 миллионов фунтов стерлингов.

## Управление по Налогам и Таможенным сборам Ее Величества
В декабре 2011 года было объявлено, что Гомер сменит Лесли Стрэти на посту Главного исполнительного директора Управления по Налогам и Таможенным сборам Ее Величества (англ. Her Majesty’s Revenue and Customs (HM Revenue and Customs or HMRC). Назначение Гомер главой HMRC вызвало критику, сосредоточенную на ее послужном списке в предыдущих должностях. Тем не менее, ее назначение было поддержано Дэвидом Гауке, министром финансов Казначейства Великобритании, который сказал: «Она является очень эффективным руководителем и подходящим человеком для руководства HMRC»
В марте 2013 года HMRC был подвергнут критике Счетной палатой в Палате общин за его «неприглядный и крайне неадекватный» ответ  на отчет Национального аудиторского управления Великобритании, который заслушивался в декабре 2012 года. В данном отчете было отражено плохое обслуживание клиентов HMRC.
По словам Гомер, Агентство «прошло черную полосу», имея дело с 79 миллионами звонков и 25 миллионами почтовых отправлений, получаемых HMRC каждый год. На решение этой проблемы было потрачено 34 миллиона фунтов стерлингов . По состоянию на 2015 год Департамент выплачивал Гомер зарплату в размере от 185 000 до 189 999 фунтов стерлингов, что сделало ее на тот момент одной из 328 самых высокооплачиваемых людей в государственном секторе Великобритании.
11 января 2016 года Гомер объявила, что в апреле того же года оставляет свой пост главного исполнительного директора HMRC. Рассматривая ее выступление после очередного вызова в Общественный счетный комитет перед пенсией, она получила прозвище от Джона Крейса из Guardian «Дама катастрофа».
Ее сменил Джон Томпсон.

## Награды
Гомер была назначена Кавалером Ордена Бани (англ.Companion of the Order of the Bath (CB) в 2008 году на день рождения, и Дамой Командора Ордена Бани (англ. Dame Commander of the Order of the Bath (DCB) в канун нового 2016 года.